# Le Roi des cons
Pour plus de détails, voir Fiche technique et Distribution.
Le Roi des cons est un film français de Claude Confortès, sorti en 1981.

## Synopsis
Georges le Roi est un éternel romantique. Il cumule les boulots comme les conquêtes féminines. Un jour, Sophie Labranche sonne à sa porte pour un sondage d'opinion. Il tombe immédiatement amoureux d'elle. Séduite par lui, autant que par son talent pour deviner les résultats des sondages, elle décide de le faire embaucher dans son agence.

## Fiche technique
- Titre : Le Roi des cons
- Réalisation : Claude Confortès
- Scénario : Paul Claudon et Claude Confortès
- Production : Paul Claudon
- Musique : Laurent Petitgirard
- Chanson thème : « Monsieur Esclave et Mister Love » par Nicole Rieu
- Image : Jacques Loiseleux
- Montage : Ghislaine Desjonquères
- Sociétés de production : C.A.P.A.C.
Films A2
Les Films de la Colombe
- Pays d'origine : France
- Langue : français
- Genre : Comédie
- Durée : 97 minutes
- Format : couleur (Eastmancolor) - 35 mm - son mono -
- Date de sortie :
  - France : 18 février 1981

## Distribution
- Francis Perrin : Georges Le Roi
- Marie-Christine Descouard : Sophie Labranche
- Isabelle Mejias : Suzanne
- Évelyne Buyle : Daisy
- Fanny Cottençon : La femme blonde sur la terrasse du Trocadéro
- Patrick Font : Jean-Pierre Dubuisson, l'ami de Georges
- Sophie Agacinski : La psychanalyste
- Maurice Baquet : Le patron de l'hôtel
- Jean-Paul Farré : Dr Bitoune, le sexologue
- Roland Giraud : Inspecteur principal Boldec
- Luis Rego : L'homme sur la terrasse du Trocadero
- Claude Berri : L'agent de police
- Eugène Ionesco : Le pharmacien
- Professeur Choron : Le passager du taxi
- Michel Seuphor
- Alexandre Trauner : Le vieux monsieur au petit chien
- Michel Aumont : Le PDG
- Antoine Tudal
- Bernard Haller : Philippe, le patron de la SOFROP
- Lisette Malidor : Sabine, la pharmacienne
- Jean-Marc Thibault : Le grincheux à l'hôtel
- Bernadette Lafont : Denise, la voisine de Georges
- Armand Babel
- Michèle Bernier : La fille agressée par Georges
- François Clavier : Inspecteur Riflard
- Gébé
- Georges Wolinski : Le chauffeur de taxi (non crédité)
- Michel Renoma

## Commentaires
On trouve au générique de nombreuses têtes connues dans des rôles secondaires. En dehors des acteurs (Luis Rego, Fanny Cottençon, Michel Aumont, Jean-Marc Thibault, Roland Giraud ...), on trouve aussi des cinéastes (le réalisateur Claude Berri, le décorateur Alexandre Trauner) ainsi que plusieurs personnes liées à l'hebdomadaire satirique Charlie Hebdo (Patrick Font, Gébé, Georges Wolinski - auteur de l'affiche -, le professeur Choron et sa fille Michèle Bernier).
Le film sera très souvent diffusé à la télévision entre 1983 et 1995. 